# Lex Cincia
Lex Cincia, повна назва лат. Lex Cincia de donationibus («Закон Цинція про подарунки та винагороди») — закон народного трибуна Маркуса Цінція Аліментуса (лат. Marcus Cincius Alimentus), прийнятий плебейською радою Республіканського Риму 204 р. до н. е. Один з так званих «сумптуарних законів» проти розкоші.
Збереглося 59 фрагментів, що передають зміст закону.
Закон забороняв патронам приймати коштовні подарунки та підношення від їх клієнтів. На окрему думку, lex Cincia забороняв не подарунки як такі, а вимагання дарів у ситуації соціальної нерівності дарувальника та обдаровуваного.
Тацит в «Анналах» повідомляє, що 
| «[згідно] закону Цинція зі стародавніх часів заборонялося приймати гроші або подарунок за виголошення в суді захисної промови»[2]. |Таким чином, lex Cincia забороняв адвокатський гонорар.
Крім того, закон забороняв дарування взагалі понад деякої, нині невідомої, суми. Лише певна категорія осіб (близьких, родичів) звільнялася від цієї заборони.
Lex Cincia, однак, не встановлював юридичних наслідків свого порушення.
Закон був спрямований проти виниклої в середовищі знаті звички до розкоші, що вимагала багато грошей, але не покривалася їх власними доходами.
На час абсолютної монархії lex Cincia вийшов з ужитку, але натомість було встановлено, що всіляке дарування має заявлятися перед судом і заноситися до реєстру.